# Lužani (Gradiška)
Lužani (szerbül: Лужани), falu Gradiška községben, Bosznia-Hercegovinában, Bosanska krajina területén, a Szerb Köztársaságban. 

## Fekvése
Bosznia-Hercegovina északi részén, Banja Lukától légvonalban 35, közúton 45 km-re északra, községközpontjától légvonalban 8, közúton 9 km-re délnyugatra, 97-105 méteres magasságban, a Jablanica-folyó jobb partján elterülő síkságon fekszik. Több, kis településből áll, két fő településrésze Donji és Gornji Lužani.

## Népessége
| Nemzetiségi csoport | Népesség 1991 | Népesség 2013 |
| ------------------- | ------------- | ------------- |
| Szerb               | 255           | 235           |
| Bosnyák             | 0             | 0             |
| Horvát              | 8             | 4             |
| Jugoszláv           | 10            | 0             |
| Egyéb               | 2             | 3             |
| Összesen            | 275           | 242           |

## Története
A település területe 1878-ig tartozott az Oszmán Birodalomhoz, ekkor a berlini kongresszus határozata alapján az Osztrák-Magyar Monarchia része lett. A monarchia szétesésével 1918-ban előbb a Szerb-Horvát-Szlovén Királyság, majd 1929-től a Jugoszláv Királyság része. Jugoszlávia megszállása után a település a Független Horvát Állam (NDH) része lett. 1945-től a szocialista Jugoszlávia része volt. A boszniai háború idején a Boszniai Szerb Köztársaság része volt. A daytoni békeszerződést követő területfelosztásnál a település Bosanska Gradiška község részeként a Szerb Köztársaság területéhez került.